# Tolteca
Tolteca là một chi nhện trong họ Pholcidae.

## Các loài
Các loài trong chi này gồm:
- Tolteca hesperia (Gertsch, 1982)
- Tolteca jalisco (Gertsch, 1982)